# جوزيه ليفيت
جوزيه ليفيت (بالإنجليزية: Josiah Leavitt)‏ هو مخترع أمريكي، ولد في 21 أكتوبر 1744، وتوفي في 1804.